# Motorcade of Generosity
Motorcade of Generosity är ett musikalbum från 1994 av den amerikanska alternativ rock-gruppen Cake. Det var gruppens debutalbum. "Rock 'n' Roll Lifestyle" var deras första singel.

## Låtlista
1. "Comanche" - 2:09
2. "Ruby Sees All" - 3:01
3. "Up So Close" - 3:14
4. "Pentagram" - 2:20
5. "Jolene" - 5:19
6. "Haze of Love" - 3:08
7. "You Part the Waters" - 2:50
8. "Is This Love?" - 3:19
9. "Jesus Wrote a Blank Check" - 3:10
10. "Rock 'n' Roll Lifestyle" - 4:14
11. "I Bombed Korea" - 2:19
12. "Mr. Mastodon Farm" - 5:28
13. "Ain't No Good" - 2:39